# Jødefejden 1813
 For alternative betydninger, se Jødefejden.
Jødenfejden 1813 eller den litterære jødefejde er betegnelsen for den strid der førtes i 1813-1814 mellem antisemitter og deres modstandere. Denne strid blev til forskel fra Jødefejden 1819-1820 først og fremmest ført på skrift.

## Optakten
De danske jøder havde i løbet af 1790'erne og 1810'erne fået bedre muligheder for at deltage i det danske samfund. Særligt ved en stor forbedring af deres uddannelsesmuligheder og desuden muligheden for at ernære sig som håndværkere foruden det traditionelle handelsfag. Kombineret med den danske statsbankerot i 1813 og den generelle nederlagsfølelse som følge af Danmarks fejlslagne politik i Napoleonskrigene voksede en betydelig bølge af antisemitisme frem i visse grupper af befolkningen.
Antisemitiske pamfletter, især oversatte pamfletter fra Tyskland, som oplevede en bølge af antisemitisme i samme periode, var meget populære. Den danske digter Thomas Thaarup oversatte et af de mest populære tyske skrifter, preusseren Friedrich Buchholz' Moses og Jesus (1803). Dette skrift, som under skin af at ville omvende jøderne til kristendommen, fremkommer med en mængde beskyldninger mod dem, ofte med citater fra jødiske religiøse værker taget ud af enhver sammenhæng. Selv om skriftet i sig selv var slemt nok, skrev Thaarup en fortale på 62 sider med endnu værre fornærmelser og løgne mod jøderne. Han hævdede at jøderne på grund af deres ikke-kristne religion var fritaget for opfyldelsen af moralske og borgerlige pligter mod deres danske landsmænd.

## Modskrifterne
Grosserer Gottleb Euchel skrev et modskrift Til evig Fred (1813) som påviste at Thaarup gentog argumenter fra ældre antisemtiske skrifter, som allerede var modbevist. Han opfordrede endvidere Thaarup til at anvise bare et enkelt sted i jødernes lovbog, som tillader at udøve vold mod kristne eller at begå mened mod dem.
Jurist og etatsråd Johan Hendrich Bærens talte også mod Thaarup i en artikel i Nyeste Skilderie af Kjøbenhavn og med et selvstændigt skrift Tillæg til Moses og Jesus (1813), hvori han påviser, at de københavnske jøder har opfyldt deres moralske og borgerlige pligter ligeså godt som enhver kristen, og at de endda, sammenlignet med de ulige forhold de har levet under, har opvist en imponerende forbedring af generel uddannelse i løbet af de foregående ti år. Derudover opregner han en lang række fremtrædende skikkelser af jødisk herkomst i det danske samfund.
Thaarup svarede igen i skriftet Aftvunget Svar. I det indledte han med at fremhæve, at det absolut ikke er hans mening at lægge jøderne for had, for derefter at gentage beskyldningerne fra sit første skrift.
Flere andre udgiver skrifter til forsvar for jøderne, deriblandt Jens Baggesen med skriftet Om Jøderne og Johan Werfel, som oprettede ugeskriftet Nordlyset udelukkende skrevet med det formål at gendrive Thaarup. Også Jens Kragh Høst trådte op imod Thaarups beskyldninger. Han udgav en dansk oversættelse af det oprindelige tyske modskrift mod Buchholz skrevet af August Ferdinand Lueder kaldet Om Jødernes Forædling ved Regeringen (1813). Jens Kragh Høst skrev desuden et tillæg til bogen, som gennemgik de forrige 25 års økonomi i Danmark og gendrev den ofte fremførte påstand om, at det var jøderne, der var skyld i Danmarks dårlige økonomi. Etatsråd Mendel Levin Nathanson skrev anonymt.
Digteren Steen Steensen Blicher skrev Bør Jøderne taales i Staten? (1813), som ubetinget var et ja til titlens spørgsmål.

## Den stigende antisemitisme
Men trods den massive modstand mod Thaarup var fejden langtfra ovre. En bølge af pamfletter, artikler og pjecer mod jøderne var følgen af hans optræden. Blandt deres forfattere var de eneste forholdsvis fremtrædende personer 
- vicedekan Otto Horrebow som i 1813 startede tidsskriftet Jødernes Krønike, der igennem 13 numre talte for, at jøderne burde tvangskristnes da de ellers ville "desorganisere" staten og
- Thomas Christopher Bruun der udgav en pamflet Ikke om Jøderne, men deres Gienlöser, Justitsraaden , som var rettet mod Jens Baggesens indlæg i sagen og var fyldt med personlige æreskrænkelser. Endvidere fulgte Bruun op på denne med en række pamfletter de følgende år, bl.a. End videre om bemeldte Justitsraad (1814), Beretning om Justitsraadens Tilfælde, Sygdom og Hedenfart (1814) og Gjenganger-Justitsraadens sidste Besked (1814).

Resten af de talløse antisemitiske skrifter viser ved deres sprog og argumenter, at de først og fremmest var skrevet af en kun nødtørftig uddannet samfundsklasse; det var da også fortrinsvis blandt fattigere arbejdere, at antisemitismen viste sig.
Den litterære fejde fortsatte endnu nogle år og blev endda forstærket, da Thaarup i 1816 udsendte en oversættelse af det tyske antisemitiske teaterstykke Unser Verkehr (Vor Haandtering). Stykket blev opført på et københavnsk privatteater under stormende bifald.
Den almindelige stemning, som denne antisemitiske bølge fremkaldte, udmøntede sig ikke sjældent voldeligt. Mange jøder turde i denne periode ikke vise sig offentlig på gaderne af frygt for at blive forhånet eller udskældt af sammenstimlede personer. Der er eksempler på, at jøder blev overfaldet og pryglet. En sådan episode foregik i Frederiksberg Have, hvor en gammel mand blev så forslået af et par "trøjeklædte personer" (dvs folk af den arbejdende klasse), at han i kritisk tilstand blev bragt på hospitalet.

## Jødernes stilling i staten
Som følge af denne fejde blev det fra regeringens side nødvendigt at fastsætte jødernes stilling i staten. Den enevældige Frederik 6. kunne på ingen måde tilslutte sig de antisemitiske angreb, og 29. marts 1814 udkom en forordning som indeholdt nærmere bestemmelser om jødernes medborgerlige stilling i staten og ordnede deres kommunale forhold og bestyrelse. Meget af indholdet var tidligere udarbejdet af de københavnske jøders repræsentantskab, men det kan ikke udelukkes, at fejden har været medvirkende årsag til at det meste blev medtaget i forordningen. Således fik jøderne lov til at ernære sig i de fleste erhverv, foruden at den mosaiske trosretningsstyrelse blev autoriseret og bestemt ved kongeligt bud.
Fra officielt hold var et stort skridt taget til jødernes fulde optagelse i det danske samfund. Men de antisemitiske strømninger var stadig udbredte især i den københavnske underklasse. Dette kulminerede i optøjerne, som kaldes Jødefejden 1819-1820.